# Maki (parti politique, 1965)
Pour les articles homonymes, voir Maki.
Ne doit pas être confondu avec Maki (parti, 1948).
Le Maki (hébreu : מק"י, acronyme pour המפלגה הקומוניסטית הישראלית (HaMiflega HaKomunistit HaYisraelit) ; arabe : الحزب الشيوعي الاسرائيلي (Al-Ḥizb ash-Shiū`ī al-'Isrā'īlī), litt. « Parti communiste israélien ») est un parti politique d'extrême gauche israélien et fait partie d’une alliance politique, le Hadash. Le parti était initialement appelé Rakah (hébreu : רק"ח, acronyme pour רשימה קומוניסטית חדשה (Reshima Komunistit Hadasha), litt. « Nouvelle liste communiste »), et ne doit pas être confondu avec le Maki, qu’il quitta dans les années 1960.

## Création
Le Rakah fut créé le 1er septembre 1965 en raison de désaccords internes au sein du Maki. Le Maki, constituant le Parti communiste israélien original, vit une division entre une faction majoritairement juive menée par Moshe Sneh, reconnaissant le droit à exister d’Israël et critique vis-à-vis de l’antisionisme croissant de l’Union soviétique, et une faction majoritairement arabe, de plus en plus antisioniste. En conséquence, la faction pro-palestinienne (comprenant Émile Habibi, Tawfik Toubi et Meir Vilner) quitta le Maki afin de créer un nouveau parti, le Rakah, reconnu par l’URSS comme le parti communiste « officiel » d’Israël : les médias soviétiques indiquèrent ainsi que « le groupe Mikunis-Sneh avait fait défection pour rejoindre le camp bourgeois-nationaliste ». La création du Rakah s’inscrit également dans le contexte de la naissance d’une conscience politique propre aux Arabes de Palestine. L’essentiel des militants du Rakah sont ainsi des Palestiniens.

## Actions militantes
Le Rakah est à l’origine de la constitution du comité pour la défense des terres arabes, qui organise en 1976 la Journée de la Terre.

## Résultats électoraux
Les élections législatives de 1965 virent le Rakah obtenir 3 sièges à la Knesset, battant le Maki qui n’en obtint qu’un. L’opposition du Rakah au sionisme et à la guerre des Six Jours conduisit à son exclusion du gouvernement d’unité nationale de la 6e Knesset. Lors des élections en 1969, le Rakah obtint à nouveau 3 sièges ; quatre ans plus tard, en 1973, le parti en obtint un supplémentaire.

## Alliance Hadash
Peu avant les élections de 1977, le parti s’associa avec d’autres partis de gauche et arabes, y compris des membres des Black Panthers afin de former le Hadash. Hadash signifie « nouveau » en hébreu, référence possible au nom Rakah. C’est aussi l’acronyme hébreu pour Le Front Démocratique pour la Paix et l’Égalité. Dans le même temps, le Maki original avait disparu après sa fusion au sein du Ratz en 1981. En 1989, les membres du Rakah décidèrent de rebaptiser le parti du nom de Maki, afin de refléter leur statut de seul parti communiste officiel en Israël. Le parti reste à ce jour la principale composante du Hadash, et possède le journal Al-Ittihad.
Le Parti communiste organise des manifestations en 2020 pour dénoncer le projet d'annexion d’une grande partie de la Cisjordanie.